# Goguryeo
Goguryeo (hangul: 고구려; hanja: 高句麗, pronunțat [koɡuɾjʌ]; 37 î.Hr - 668 d.Hr) sau Goryeo (hangul: 고려; hanja: 高麗, pronunție în coreeană [koɾjʌ]) a fost un stat antic coreean din Era Celor Trei Regate alături de Baekje și Silla. A durat aproximativ 700 de ani, întinzându-se pe un teritoriu ce cuprindea sudul Manciuriei și nordul Peninsulei Coreea. Începând cu domnia regelui Jangsu, denumirea oficială a statului a fost schimbată în Goryeo, dar pentru a nu fi confundat cu dinastia fondată de Wang Geon, regatul a rămas cunoscut pentru cei de astăzi sub numele de Goguryeo.
Împreună cu Baekje și Silla, Goguryeo a fost unul dintre Cele trei regate ale Coreei. Goguryeo a fost un participant activ în lupta pentru putere pentru controlul peninsulei Coreene, precum și asociat cu afaceri externe în China și Japonia.
Samguk Sagi, o scriere Goryeo din secolul 12, precizează că Goguryeo a fost fondat în 37 i.Hr. de Jumong, un prinț din Buyeo, deși există dovezi arheologice și texte care sugerează că, cultura Goguryeo exista începând cu secolul II î.Hr în timpul căderii statului Gojoseon, un regat anterior, care, de asemenea, a ocupat Manciuria de Sud și nordul Coreei.
Goguryeo a fost o dinastie importantă în Asia de Nord-Est, până când a fost învinsă de alianța Silla-Tang în 668 d.Hr. După căderea sa, teritoriul său a fost împărțit între Silla Unificată, Balhae, și Tang.
Goguryeo și-a schimbat numele în Goryeo (Koryŏ) în timpul domniei regelui Jangsu, și ca nume a fost succedat de Dinastia Goryeo (918-1392), de la care provine cuvântul englezesc "Korea".

## Istorie

### Fondarea Regatului Goguryeo(circa 37 î.Hr.)

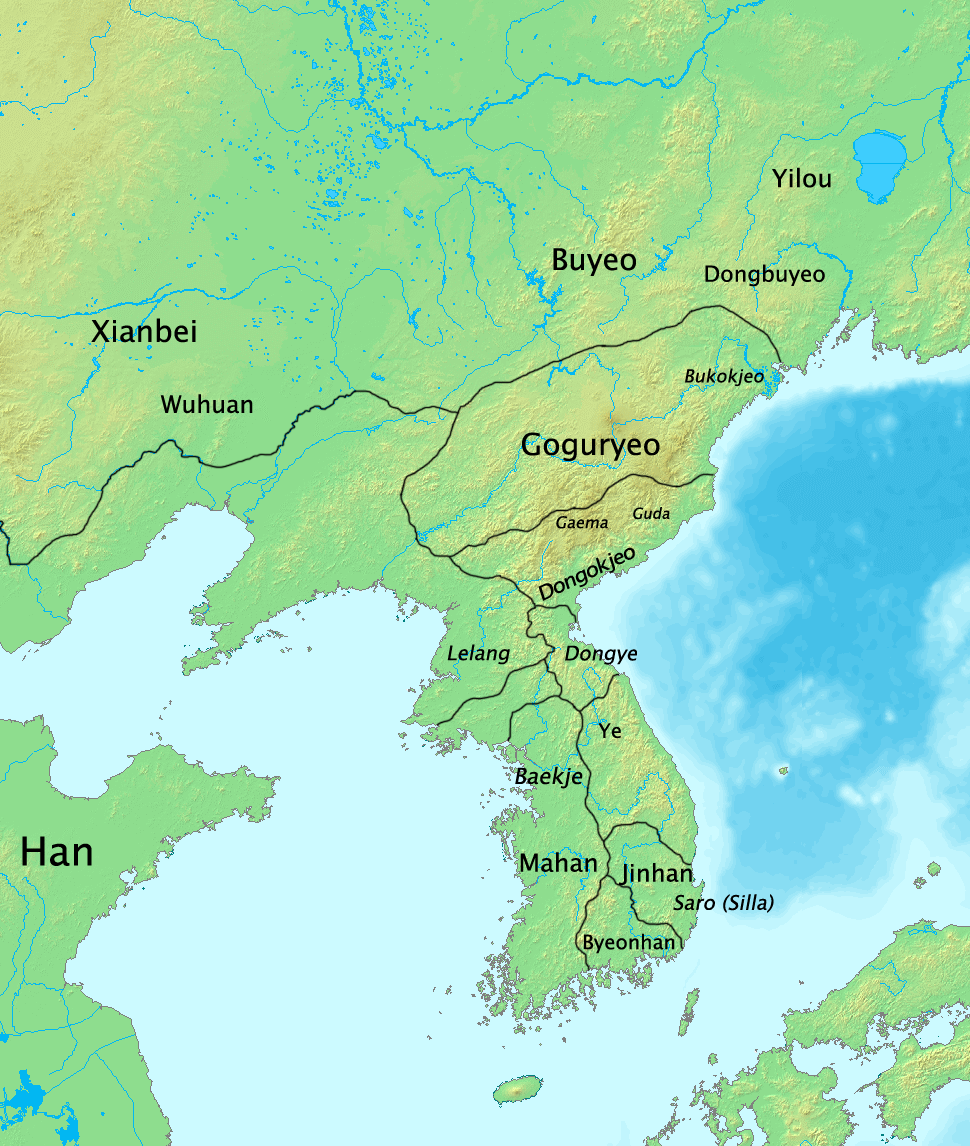
Statele coreene antice, circa 1 e.n.

Potrivit Samguk Sagi (Carte istorică ce descrie fapte din perioada celor trei regate) și Samguk Yusa (Carte istorică ce descrie nu doar fapte, ci și legende din perioada celor trei regate), un prinț din regatul Buyeo, numit Jumong, a fugit din cauza unei lupte pentru putere cu alți prinți de la curtea regală din Buyeo și a fondat statul Goguryeo în 37 î.Hr. într-o regiune numită Jolbon Buyeo, de obicei crezându-se că a fost situat în mijlocul bazinelor râurilor Yalu și T'ung-chia, suprapunându-se peste granița curentă dintre China și Coreea de Nord. Unii cercetători cred că Goguryeo poate a fost fondat în secolul II Î.Hr. În monografiile geografice Han Shu, cuvântul Goguryeo sau "高句麗" a fost menționat pentru prima dată în 113 î.Hr. ca o regiune sub jurisdicția comanderiei Xuantu. În Jiu Tangshu (Cartea dinastiei Tang) este scris că Împăratul Taizong din Tang se referă la istoria Goguryeo ca fiind veche de 900 de ani.
În 75 î.Hr., un grup de triburi Yemaek (un popor de dinainte de Goguryeo), care pot fi incluse în Goguryeo au năvălit din valea râului Amnok în vestul comanderiei chineze Xuantu.
Totuși, ponderea dovezilor scrise din Vechile și Noile Istorii ale Tang, Samguk Sagi, Nihon Shoki precum și alte surse antice ar susține 37 î.Hr. sau "mijlocul" secolului 1 î.Hr. ca dată a fondării Goguryeo. Dovezile arheologice ar sprijini grupuri centralizate de triburi Yemaek în secolul 2 î.Hr., dar nu există nici o dovadă directă care să sugereze că aceste grupuri Yemaek au fost cunoscute sau că s-ar identifica acestea ca Goguryeo. Prima menționare a Goguryeo ca un tip de grupare asociată cu triburile Yemaek ar fi o trimitere la Han Shu care vorbește despre o revoltă a Goguryeo din 12 î.Hr. în care aceștia s-au eliberat de sub influența Xuantu. Dacă această revoltă a fost sau nu o încercare de a restabili o suveranitate deținută anterior (care ar implica o dată  oarecum mai veche pentru fondarea Goguryeo) sau o unitate a unei entități noi, independente, este neclară.
La fondarea sa, oamenii din Goguryeo se credeau a fi un amestec de populații Buyeo și Yemaek, iar că liderii din Buyeo ar fi fugit din regatul lor și s-au reunit cu căpeteniile Yemaek existente. San Guo Zhi, în secțiunea intitulată "Relatări ale Barbarilor Răsăriteni", afirmă că Buyeo și poporul Yemaek erau legate din punct de vedere etnic și vorbeau aceeași limbă.

### Jumong și legenda fondării
Cea mai veche mențiune despre Jumong este din secolul 4 e.n., de pe Stela Regelui Gwanggaeto cel Mare. Jumong a fost adesea pomenit în transcrierea coreeană Hanja ca 朱蒙 (Jumong, 주몽), 鄒牟(Chumo, 추모), sau 仲牟 (Jungmo, 중모).
Stela Gwanggaeto afirmă că Jumong a fost primul rege și strămoșul Goguryeo-ului și că a fost fiul unui prinț din Buyeo și al fiicei zeului din râul Habaek.Samguk Sagi și Samguk Yusa prezintă detalii suplimentare și o numesc pe mama lui Jumong, Yuhwa. Tatăl biologic al lui Jumong se numea Hae Mosu care este descris ca un "om puternic" și "prinț ceresc". Zeul râului a alungat-o pe Yuhwa la râul Ulbal(우발수, 優渤水), unde ea l-a întâlnit pe Regele Geumwa al Dongbuyeo-ului(Buyeo de Est) și a devenit concubina acestuia.
Jumong a fost cunoscut pentru abilitatea sa de excepție la tras cu arcul. În cele din urmă, fii lui Geumwa au devenit geloși, iar Jumong a fost forțat să părăsească Dongbuyeo. Stela Gwanggaeto și mai apoi sursele coreene nu sunt de acord cu faptul că Jumong a sosit din Buyeo. Stela Gwanggaeto spune că a venit din Bukbuyeo (Buyeo de Nord), iar Samguk Sagi și Samguk Yusa afirmă că a venit din Dongbuyeo (Buyeo de Est). În final, Jumong a clădit regatul în confederația Jolbon, unde s-a căsătorit cu So Seo-no, fiica stăpânitorului din Jolbon. El a devenit ulterior rege, fondând Goguryeo cu un grup mic format din partizanii săi din țara natală.
O relatare tradițională din capitolul "Analele Baekje-ului" din Samguk Sagi, precizează că So Seo-no a fost fiica lui Yeon Ta-bal, o personalitate bogată și influentă din Jolbon, și s-a măritat cu Jumong. Cu toate acestea, aceeași sursă relatează oficial că regele din Jolbon, Buyeo, a dat-o pe fiica sa în căsătorie lui Jumong, care a fugit cu adepții săi din Dongbuyeo. Aceasta i-a oferit soțului ei, Jumong, sprijin financiar pentru fondarea noului stătuleț, Goguryeo. După aceea Yuri, fiul lui Jumong și al primei sale soții, Lady Ye, a venit din Dongbuyeo și i-a urmat la tron lui Jumong. So Seo-no a părăsit Goguryeo, luându-și cei doi copii Biryu și Onjo în sud să își întemeieze propriile regate. Numele dat lui Jumong a fost "Hae" (解), numele conducătorilor din Buyeo. Conform cronicii Samguk Sagi, Jumong și-a schimbat numele de familie în "Go"(高), în remarca conștientă a descendenței sale divine. Este consemnat că Jumong a cucerit statele tribale Biryu(비류국, 沸流國) în 36 î.Hr., Haeng-in (행인국, 荇人國) în 33 î.Hr. și Okjeo de Nord în 28 î.Hr.

### Centralizarea și expansiunea timpurie (mijlocul secolului 1 d.Hr.)
Acțiunea începe în anul 108 i.e.n. când refugiații fostului regat Joseon sunt supuși abuzurilor din partea Imperiului Han. Legendarul erou Haemosu, liderul armatei Damul, formează o alianță cu Geumwa, prințul moștenitor al regatului Buyeo, pentru a înfrunta Imperiul Han.
În urma unei ambuscade, Haemosu este grav rănit și este salvat de Yuhwa de care se indrăgostește. Din dragostea lor rezultă un copil care este numit Jumong (înseamnă arcaș iscusit) și de care Haemosu va afla mult mai târziu.
Înaintea unei bătălii importante cu Imperiul Han, lui Haemosu i se întinde o capcană care a fost pusă la cale de către prim-ministrul regatului Buyeo fără știrea prințului moștenitor Geumwa. Este prins de Imperiul Han și torturat. Prințul Geumwa încearcă eliberarea lui dar eșuează iar în timpul acestei tentative Haemosu este crezut mort. Yuhwa crezând că Haemosu este mort și fiind însărcinată alege să fie concubina prințului Geumwa, ambii pretinzând ca Jumong este fiul lor.
20 de ani mai târziu, Jumong se întâlnește într-o temniță secretă cu Haemosu, adevaratul lui tată. care ii devine și maestru. Aflând că Haemosu este în viață, prințul Geumwa încearcă să se întâlnească cu el dar nu reușește deoarece prinții Daeso și Youngpo îl ucid pe Haemosu, deoarece acesta era considerat o amenințare pentru regatul Buyeo.
Când Jumong află adevarata lui identitate iși propune să îndeplinească cauza măreață pe care tatăl său nu a putut să o ducă la capăt. Ajutat de So Seo-no șefa unui clan de negustori, care îi va deveni a doua soție, Jumong înființează, în anul 37 i.e.n., regatul Goguryeo, unul din cele trei regate care stau la baza Coreei de azi. Jumong a fost unul din acei eroi care și-au copleșit generația si a schimbat istoria.
Goguryeo s-a dezvoltat de la o coaliție de diferite triburi Yemaek la un stat timpuriu și și-a exitins rapid puterea din bazinul lor de control original în valea râului Hun. Patria Goguryeo, în prezent cunoscându-se că era asezată în centrul și sudul Manciuriei și în nordul Coreei, a fost, cum este și acum, foarte muntoasă și lipsită de teren arabil; acest teritoriu de abia ar putea hrăni populația proprie a Goguryeo și uneori, nu asigura nici atât. Goguryeo era cunoscut pentru incursiunile în țările vecine, astfel încât și-ar fi putut dezvolta baza de resurse și depozite de mâncare. În timpul regelui Taejo al Goguryeo în anul 53, cele cinci triburi locale au fost reorganizate în cinci districte centrale conduse. Relațiile externe și armata erau controlate de rege. Activitățile militare agresive ar fi permis Regatului Goguryeo să ceară tribut de la triburile vecine și chiar să le domine politic și economic.
Taejo a cucerit triburile Okjeo, ceea ce este astăzi nord-estul Coreei, precum și Dongye și alte triburi din sud-estul Manciuriei si Coreea Nordică. După creșterea resurselor materiale și umane pe care aceste triburi subjugate l-au dat, Taejo a condus Goguryeo în ofensive împotriva comanderiilor chineze ale Dinastiei Han, Lelang, Xuantu și Liaodong din peninsulele Coreea și Liaodong, devenind complet independent de acestea. În general, Taejo a permis triburilor cucerite să-și păstreze capeteniile, dar le cerea să prezinte un raport guvernatorilor care erau legați de familia regală din Goguryeo; de la triburile aflate sub jurisdicția Goguryeo se aștepta furnizarea unui tribut masiv. Taejo și succesorii săi au canalizat aceste resurse sporite pentru a continua expansiunea Goguryeo la nord și la vest. Noile legi au reglementat țăranii si aristocrația, în timp ce șefii de trib continuau să fie absorbiți în artistocrația centrală. Succesiunea regală s-a schimbat de la linia fraternă la linia paternă, stabilizând curtea regală.
Extinderea regatului Goguryeo curând a intrat în contact militar direct cu comanderia Liaodong din  vest. Presiunea din partea Liaodong-ului a forțat Goguryeo să își mute capitala din valea râului Hun în valea râului Yalu, lângă Muntele Hwando.

## = Războiul Goguryeo-Wei(244 d.Hr.)
În haosul de după căderea Dinastiei Han, fostele comandamente Han au fost conduse de diferiți dictatori militari independenți. Înconjurat de aceste comandamente, care erau guvernate de dictatori militari agresivi, Goguryeo și-a îndreptat privirea către îmbunătățirea relațiilor cu nou înfăptuita dinastie Wei din China trimițând tribut în 220. În 238, Goguryeo a intrat într-o alianță formală cu Wei pentru a distruge comandamentul Liaodong. Când în cele din urmă Liaodong a fost cucerit de Wei, cooperarea dintre Wei și Goguryeo s-a destrămat și Goguryeo a atacat marginile de vest ale Liaodong-ului, fapt ce a generat un contraatac din partea Wei în 244. Cu această ocazie, Wei a ajuns și a distrus capitala Goguryeo la Hwando. Se spune că regele Dongcheon, cu armata sa distrusă, a fugit pentru un timp la triburile Okjeo în est.

### Revenirea și expansiunea ulterioară (300-390)
Armatele Wei au crezut că au distrus Goguryeo și au părăsit repede zona. Cu toate acestea, în doar 70 de ani, Goguryeo și-a  reconstruit capitala, Fortăreața de pe Muntele Hwando și a început din nou să facă incursiuni în comanderiile Liaodong, Lelang și Xuantu. Întrucât Goguryeo și-a extins aria de acoperire în peninsula Liaodong, ultima comanderie chineză, Lelang, a fost cucerită și absorbită de regele Micheon al Goguryeo în 313, aducând partea de nord a peninsulei Coreene sub sceptrul său.Din acel moment, până în secolul 7 d.Hr., controlul teritorial al peninsulei ar fi putut fi disputat doar de Cele trei regate ale Coreei.
Extinderea sa a întâlnit eșecuri temporare atunci când în timpul iernii anului 342, Yan, stat chinez de etnie Xianbei făcând parte din Cele șaisprezece regate, a atacat capitala Goguryeo și a intrat în aceasta (fortăreața Hwando) forțându-l pe regele Gogugwon să fugă pentru un timp. În 371, când Regele Geunchogo al Baekje a devastat unul dintre cele mai mari orașe din Goguryeo, Pyongyang, și l-a ucis pe Regele Gogugwon al Goguryeo în Bătălia de la Chiyang.
Revenind la stabilitatea internă și unificarea diverselor triburi cucerite, Regele Sosurim al Goguryeo a proclamat noi legi, a îmbrățișat budismul ca religie națională în 372, și a înființat un institut național de educație numit Taehak(태학, 太學).Datorită înfrângerilor pe care Goguryeo le-a suferit în fața Yan-ului și Baekje-ului, Sosurim a stabilit, de asemenea, reforme militare menite să prevină astfel de infrangeri in viitor.

### Apogeul Puterii Regatului Goguryeo(391-531)

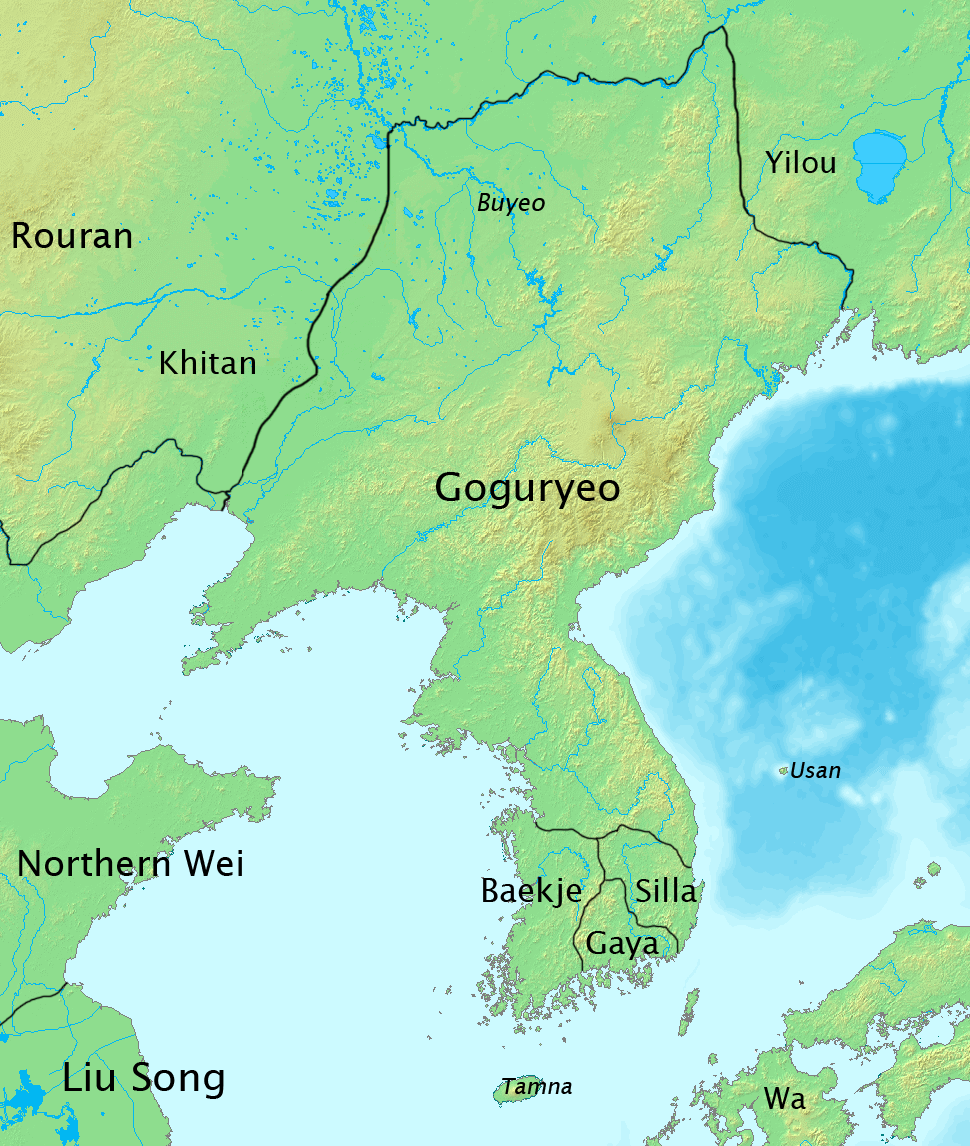
Goguryeo la apogeul său în 476 d.Hr.

Gwanggaeto cel Mare(domnie: 391-412 d.Hr.) a fost un monarh foarte activ, care este amintit pentru extinderea militară rapidă a regatului.
Despre Gwanggaeto se spune că a cucerit 64 de orașe fortificate și 1400 de sate în campaniile împotriva Khitanilor și Baekje, a distrus Yan-ul Târziu și a ocupat întreaga Peninsulă Liaodong în 404. El a anexat de asemenea practic Buyeo-ul și s-a extins până la teritoriile  triburilor Mohe în nord, a subjugat Baekje, a contribuit la dizolvarea Confederației Gaya, a anexat Wa(Japonia) de peste mări și a forțat Silla să fie de acord să devină protectorat în timpul Războiului Goguryeo-Yamato. În acest sens, el a provocat o unificare imprecisă a Peninsulei Coreene, care a durat aproximativ 50 de ani. Până la sfârșitul domniei sale, Goguryeo a obținut controlul de necontestat în sudul Manciuriei, precum și în regiunile nordice și centrale ale Peninsulei Coreene.
În această perioadă, teritoriul Goguryeo a inclus trei pătrimi din Peninsula Coreeană, inclusiv ceea ce este acum Seul, o mare parte din Manciuria și sfârșitul sud-estului Provinciei Maritime Ruse. Gwanggaeto a stabilit numele domniei "Yeongnak", semnificând astfel credința sa că era pe picior de egalitate cu marile dinastii chineze.
Faptele lui Gwanggaeto au fost înregistrate pe o stelă memorială imensă situată în apropiere de Jilin astăzi, în sudul Manciuriei, care a fost ridicată de către fiul său, Jangsu.
Regele Jangsu a urcat pe tron în 413 și a mutat capitala la Pyongyang, în 427, care este o dovadă a intensificării rivalității între Goguryeo și celelalte două regate peninsulare din sud, Baekje și Silla.Jangsu, ca și tatăl său, a continuat expansiunea teritorială a Goguryeo în Manciuria și a ajuns la est de Râul Songhua. Goguryeo și-a extins sfera de influență până la Didouyu (지두우, 地 豆 于), situat în estul Mongoliei, la granița cu Rouran, în timpul domniei lui.
În timpul domniei lui Munja, Goguryeo a anexat complet Buyeo, acest lucru indicând extrema expansiune a Goguryeo spre nord, continuând în același timp influența puternică asupra regatelor Silla și Baekje, și, de asemenea, peste triburile Malgal și Khitan.

### Conflictele interne(531-551)
Goguryeo a atins apogeul în secolul al VI-lea. După aceasta, însă, a intrat într-un declin permanent. Anjang a fost asasinat, și a fost urmat de fratele său Anwon, în timpul domniei căruia facționalismul aristocratic a crescut. S-a aprofundat o schismă politică astfel încât două facțiuni susțineau diferiți prinți pentru succesiune, până când Yang-won a împlinit 8 ani și a fost în cele din urmă încoronat. Dar lupta pentru putere nu a fost niciodată rezolvată definitiv, întrucât magistrații renegați cu armate private s-au numit ei înșiși conducători de facto ai zonelor lor de control.
Profitând de luptele interne din Goguryeo, un grup nomad numit Tuchueh au atacat castelele din nordul Goguryeo în anii 550 și au cucerit o parte din ținuturile nordice ale Goguryeo slabind Goguryeo chiar mai mult, întrucât războiul civil asupra succesiunii regale  între lorzii feudali a continuat, Baekje și Silla s-au aliat pentru a ataca Goguryeo la sud, în 551.

### Conflictele de la sfârșitul secolului 6 și secolul 7
La sfarșitul secolului al 6-lea și începutul celui de-al șaptelea, Goguryeo a fost adesea în conflict cu dinastiile Sui și Tang din China. Relațiile sale cu Baekje și Silla au fost complexe și au alternat între alianță și ostilitate. Un vecin din nord-vest a fost Göktürk de Est (un hanat din nord-vestul Chinei și din apropierea Mongoliei), care a fost un aliat nominal al Goguryeo.

#### Pierderea Goguryeo a Văii Râului Han
În 551, Baekje și Silla au format o alianță pentru a ataca Goguryeo și pentru a cuceri Valea Râului Han, o zonă strategică importantă, aproape de centrul peninsulei și o regiune agricolă foarte bogată.După ce Baekje s-a epuizat datorită seriei de atacuri costisitoare asupra fortificațiilor  din Goguryeo,trupele Silla, venind sub pretextul oferirii ajutorului, au atacat și au intrat în posesia întregii văi a Râului Han în 553.Înfuriat de această trădare, Regele Baekje-ului, Seong, în anul următor, a lansat un atac de răzbunare împotriva graniței de vest a Silla, dar a fost capturat și ucis.
Războiul, de-a lungul mijlocul Peninsulei Coreene, a avut consecințe foarte importante.Acesta efectiv a făcut Baekje cel mai slab jucator din Peninsula Coreeană și i-a dat Sillei o resursă importantă și o zonă de populație bogată ca o bază pentru extindere.În schimb,nu a permis Goguryeo-ului să utilizeze zona, ceea ce a slăbit regatul.De asemenea, a dat Sillei acces direct la Marea Galbenă, a deschis comerțul și accesul diplomatic la dinastiile chineze și a accelerat procesul de sinificare a Sillei.Astfel, Silla ar fi putut să se bazeze mai puțin pe Goguryeo pentru elemente de civilizație și ar fi putut obține cultură și tehnologie direct din China.Această înclinare tot mai mare a Silla spre China ar avea ca urmare o alianță care s-ar dovedi dezastruasă pentru Goguryeo la sfârșitul secolului al șaptelea.

#### Războaiele Goguryeo-Sui
Extinderea Goguryeo intră în conflict cu dinastia Sui și crește tensiunile.Ofensive militare ale Goguryeo în regiunea de vest Liaoxi , au provocat Sui rezultând astfel primul dintre Războaiele Goguryeo-Sui, în 598.În această campanie, la fel ca și în cele care au urmat, în 612, 613, și 614, Sui nu a avut succes în invadarea Goguryeo, dar a obținut concesii minore și promisiuni de supunere care nu au fost îndeplinite niciodată.
Cea mai dezastruasă campanie a Sui împotriva Goguryeo a fost în 612, în care Sui, conform Istoriei Dinastiei Sui, a mobilizat 30 de divizii armate,cu un număr de soldați de aproximativ 1,133,800 soldați.Strapungând linia de fortificatii Goguryeo de pe Râul Liao, un detașament de armată format din 9 divizii, aproximativ 305,000 de soldați, au ocolit principalele linii defensive și  s-au îndreptat spre capitala Goguryeo, Pyongyang pentru a se întâlni cu forțele navale Sui care aduceau întăriri și provizii.
Cu toate acestea, Goguryeo a fost capabil să învingă marina Sui, astfel atunci când armatele Sui au ajuns în final în Pyongyang, acestea nu au avut destule provizii pentru un asediu îndelungat.Trupele Sui s-au retras, dar Generalul Eulji Mundeok a condus trupele Goguryeo spre victorie ademenind soldații Sui într-o ambuscadă în afara Pyongyang-ului.În Bătălia de la Râul Salsu, soldații Goguryeo au eliberat apa dintr-un baraj, acest lucru sfărâmând armata Sui și tăindu-le calea de scăpare.Din cei 305,000 soldați inițiali, doar 2700 au mai ajuns în Sui.
Campaniile din 613 și 614 au eșuat după lansare—campania din 613 s-a terminat când generalul Yang Xuangan din Sui s-a răsculat împotriva Împăratului Yang al Sui,în timp ce campania din 614 s-a încheiat după ce Goguryeo s-a predat și l-a înapoiat pe Husi Zheng(斛斯政),un general dezertor din Sui care a fugit în Goguryeo, Împăratul Yang executându-l mai târziu.Împăratul Yang a planificat un alt atac asupra Goguryeo în 615, dar datorită problemelor interne din Sui, nu a fost niciodată capabil să-l pornească.Sui a fost slăbit ca urmare a răscoalelor împotriva dominației Împăratului Yang.Ei nu ar fi putut ataca în continuare, deoarece soldații din inima Sui nu i-ar mai fi oferit sprijin.
Războaiele au sărăcit trezoreria națională a Sui și după revolte și lupte politice, dinastia Sui s-a destrămat în 618.Cu toate acestea, războaiele au slăbit de asemenea forța Goguryeo, iar puterea sa s-a diminuat.

#### Războiul Goguryeo-Tang și alianța Silla-Tang
În timpul iernii anului 642, Regele Yeongnyu era reticent în privința generalului Yeon Gaesomun și a uneltit cu alți oficiali de-ai lui pentru a-l ucide pe Yeon.Atunci când Yeon a primit vestea, a început o lovitură de stat și l-a ucis pe rege și pe oficialii de rang înalt.El l-a declarat pe nepotul regelui Yeongnyu, Go Jang ca rege, în timp ce a preluat puterea pentru el însuși cu titlul de Dae Mangniji(대막리지, 大 莫 离 支, Generalisim).El a crescut tensiunile dintre Tang și Goguryeo, astfel Yeon a adoptat o poziție din ce în ce mai ostilă față de Tang.Atunci când Împăratul Taizong al Tang a primit vestea, au existat sugestii ca un atac să fie lansat împotriva Goguryeo, sugestii pe care împăratul Taizong le-a refuzat inițial.
Prin vara anului 645, Goguryeo a fost atacat de armata chineză din Tang.Forțele Tang au capturat Yodong (辽东, astăzi Liaoyang, Liaoning), și s-au îndreptat spre sud-est de capitala Goguryeo, Pyongyang, și au pus apoi sub asediu Ansi (安 市, astăzi Anshan, Liaoning).Cu toate acestea, apărarea destoinică pusă de comandantul din Ansi(al cărui nume este controversat, dar în mod tradițional este considerat a fi Yang Manchun)a oprit forțele Tang și, în toamna târzie, cu iarna apropiindu-se cu repeziciune și cu produsele pe terminate, împăratul Taizong s-a retras. Campania nu a avut succes pentru China Tang, datorită faptului că nu a putut captura fortăreața Ansi după un asediu îndelungat.Împăratul Taizong a regretat mult pentru că a lansat campania și se crede că suferea de o boală.
Unele surse coreene indică faptul că Taizong a murit după invazia nereușită, în mare parte datorită deteriorării atât fizice, cât și psihologice pe care le-a dobândit în timpul campaniei; el a fost lovit în ochi în timpul luptei de la Ansi, și a devenit și mai instabil psihic datorită repetatelor înfrangeri ale Tang.Contrar acesteia, surse chineze cum ar fi Cartea Tang și Noua Carte a Tang nu menționează rănile și Zizhi Tongjian nu precizează natura sau cauza.După moartea lui Taizong în 649, armatele Tang au fost din nou trimise să cucerească Goguryeo în 661 și 662, dar nu au putut depăși cu succes apărarea condusă de Yeon Gaesomun și nu au fost în măsură să cucerească Goguryeo, deși atacurile Tang au cauzat pierderi substanțiale.